# پیرلیندول
پیرلیندول (Lifril, Pyrazidol) یک مهارکننده برگشت‌پذیر مونوآمین اکسیداز آ (RIMA) است که نخستین بار در روسیه به عنوان داروی ضد افسردگی تولید و استفاده شد. از نظر ساختاری و دارویی به مترالیندول شباهت دارد.